# Charles Clémencet
Charles Clémencet (1703 – 5 tháng 8 năm 1778) là nhà sử học Pháp dòng thánh Benedictine.
Ông sinh ở Painblanc, Côte-d'Or, là một trong những tác giả góp phần hoàn thành bộ niên đại Art de vérifier les dates (tên rút gọn của một cái tên dài hơn). Ông cũng tham gia viết sách Histoire littéraire de la France, và lịch sử tu việ Port Royal. Ông qua đời tại Paris.